# Belmil
Belmil (llamada oficialmente San Pedro de Belmil) es una parroquia y una aldea española del municipio de Santiso, en la provincia de La Coruña, Galicia.

## Entidades de población
Entidades de población que forman parte de la parroquia:
- A Braña
- Belmil
- Casares
- Penela
- Pumares
- Rectoral (A Rectoral)
- Sestelo
- Vilasoa

## Demografía

### Parroquia
| Gráfica de evolución demográfica de Belmil (parroquia) entre 2000 y 2019 |
|                                                                          |
| Datos según el nomenclátor publicado por el INE.                         |

### Aldea
| Gráfica de evolución demográfica de Belmil (lugar) entre 2000 y 2019 |
|                                                                      |
| Datos según el nomenclátor publicado por el INE.                     |